# Borneo Bulletin
Borneo Bulletin – niezależny dziennik wydawany w Brunei, ukazujący się w języku angielskim.
Pismo zostało założone w 1953 roku. Do września 1990 ukazywało się jako tygodnik.